# Дубковский переулок
Дубко́вский переу́лок — переулок в городе Сестрорецке Курортного района Санкт-Петербурга. Проходит от Дубковского шоссе до Лиственной улицы.
Название появилось в конце XIX века. Происходит от наименования Дубковского шоссе.

## Перекрёстки
- Дубковское шоссе
- Советский переулок
- Полевая улица
- Черничная улица
- Лиственная улица